# Comarca d'Alhama

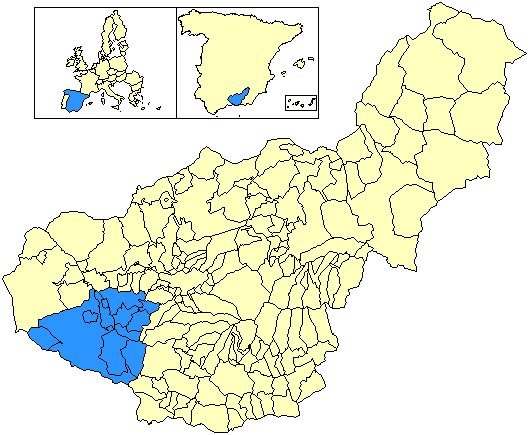
Situació de la comarca de Alhama a la província de Granada

La comarca d'Alhama és una comarca situada en la part occidental de la província de Granada.

## Context
A Andalusia, les comarques no constituïxen cap divisió territorial de caràcter administratiu, i per això no estan definides mitjançant cap llei autonòmica.

## Municipis que la conformen
D'acord amb el catàleg elaborat per la Conselleria de Turisme i Esport de la Junta d'Andalusia (27 de març de 2003), aquesta comarca estaria conformada pels següents municipis: 
| Municipi               | Superfície | Població (2017) | Ajuntament (2015) |
| ---------------------- | ---------- | --------------- | ----------------- |
| Agrón                  | 27 km²     | 290 hab.        | PSOE              |
| Alhama de Granada      | 433 km²    | 5.981 hab.      | PP                |
| Arenas del Rey         | 91 km²     | 1.178 hab.      | PSOE              |
| Cacín                  | 39 km²     | 587 hab.        | PP                |
| Chimeneas              | 91 km²     | 1.326 hab.      | PP                |
| Escúzar                | 46 km²     | 772 hab.        | PSOE              |
| Fornes                 | 16 km²     | 535 hab.        | PSOE              |
| Játar                  | 10 km²     | 633 hab.        | PSOE              |
| Jayena                 | 80 km²     | 1.101 hab.      | PP                |
| La Malahá              | 25 km²     | 1.856 hab.      | PSOE              |
| Sta. Cruz del Comercio | 17 km²     | 549 hab.        | PSOE              |
| Ventas de Huelma       | 43 km²     | 620 hab.        | PSOE              |
| Zafarraya              | 58 km²     | 2.052 hab.      | PP                |